# Hirtelen 30
A Hirtelen 30 (eredeti cím: 13 Going on 30, egyes országokban Suddenly 30) 2004-ben bemutatott amerikai romantikus filmvígjáték, melyet Gary Winick rendezett, Josh Goldsmith és Cathy Yuspa forgatókönyvéből, a főszerepben Jennifer Garner látható.
A filmet az Amerikai Egyesült Államokban 2004. április 23-án mutatták be, Magyarországon július 22-én jelent meg szinkronizálva az InterCom Zrt. forgalmazásában.
Általánosságban pozitív kritikákat kapott az értékelőktől, sokan dicsérték Garner alakítását, a nosztalgikus környezetet és a humoros cselekményt. Kereskedelmi szempontból is sikeres volt: az első héten 22 millió dollárt keresett, és több mint 96 millió dolláros bevételt ért el, ezzel az év egyik legnagyobb példányszámban eladott és kölcsönzött DVD-je lett. Emellett a filmzene az amerikai Billboard 200-as listán a top 50-ben szerepelt. Garner színészi alakításáért az MTV Movie Awards és a Teen Choice Awards díjátadón is jelölést kapott.

## Rövid történet
Egy lány kíván valamit a tizenharmadik születésnapján, és másnap harmincéves nőként ébred.

## Cselekmény
1987-ben járunk. Jenna értelmes 13 éves lány, aki a felnőtté válás küszöbén áll. A probléma az, hogy úgy érzi, a felnőttkor nem érkezik elég gyorsan. A lányt elnyomják az unalmas szülei, a suliban a menő srácok nem vesznek róla tudomást, és a helyes srác, akibe belezúgott, alig ismeri a nevét. Jenna már nem elégszik meg azzal, hogy csak a legjobb barátjával és szomszédjával, Matt Flamhaffal töltse az idejét, ezért meghívja a menő srácokat a 13. születésnapi bulijára (akik csak azzal a feltétellel jönnek el, hogy előbb megcsinálja a házi feladatukat). Jenna legjobb barátja, Matt Flamhaff, aki kedveli őt, egy saját készítésű rózsaszín babaházat ajándékoz neki, és egy csomag „varázslatos kívánságport”, amit a babaház tetejére szór.
A buli azonban katasztrófába torkollik. Jennát megalázzák, amikor a „Hét perc a mennyországban” játék során bekötött szemmel egy szekrénybe zárják, és ott magára hagyják. A játékban Jenna arra számított, hogy valaki majd bemegy hozzá, és meg fogja csókolni.
Egy idő után a szekrényben Jenna rájön, hogy nem fog bemenni hozzá senki, és azt kívánja, hogy bárcsak felnőtt nő lehetne, olyan élettel, amilyenre mindig is vágyott. Kívánsága csodával határos módon valóra válik.
Másnap reggel Jenna egy fényűző ötödik sugárúti (New York, Manhattan) lakásban ébred – kívánsága valóra vált -, 2004-et írunk, Jenna 30 éves, és nem emlékszik az azóta eltelt 17 évre, fogalma sincs, hogyan jutott idáig.
Ráadásul egy gyönyörű, sikeres nő (Jennifer Garner), akinek remek állása és mesés lakása van. Végre népszerű és dögös lett.
Jenna kezdetben megijed, de fokozatosan elvarázsolja új élete, viszont hamarosan rájön, hogy valaki hiányzik – Matt.
Jenna felfedezi, hogy kedvenc divatmagazinjánál, a Poise-nál dolgozik szerkesztőként, társszerkesztőjével és legjobb barátnőjével, Lucy Wymannel. A Poise-tól már olyan gyakran kaparintott meg exkluzív riportokat a rivális Sparkle magazin, hogy Richard főszerkesztő úgy véli, valaki tippeket ad nekik.
Jenna megtalálja Matt címét, és Greenwich Village-be száguld, ahol a felnőtt Matt egy küszködő fotós. Döbbenten tapasztalja, hogy Matt-tel (Mark Ruffalo) már nem tartják a kapcsolatot, a férfi pedig már eljegyezett egy másik nőt.
Lucyról kiderül, hogy a felnőtt Tom-Tom (a tinédzserkori lányok akkori vezetője), aki plasztikai műtéten esett át.
A lassan felszínre törő múltjáról kiderül, hogy a felnőtt Jenna egyáltalán nem hasonlít arra az édes, félénk lányra, aki korábban volt – a felnőtt Jenna plagizál, nem hajlandó beszélni a szüleivel, és irodai szexet folytat egy munkatársnője férjével. A nehéz helyzetben lévő magazin kénytelen újratervezni, és Jenna meghallja, hogy Lucy azt tervezi, hogy kihagyja őt az újratervezés bemutatójából.
Jenna visszatér gyermekkori otthonába, New Jerseybe, ahol ugyanabban a szekrényben sírva fakad, és újra találkozik a szüleivel. Bocsánatot kér Matt-től, és felbérli őt az évkönyv ihlette újratervezési fotózásra. Bár Wendy alig várja, hogy Matt Chicagóba költözzön, ő és Jenna kezdenek egymásba szeretni.
Jenna tervei a Poise megmentésére elsöprő sikert aratnak, míg Lucy prezentációja kudarcot vall. Lucy hazudik Mattnek, azt állítva, hogy Jenna úgy döntött, nem használja fel a fotóit. Miközben Mattet keresi, hogy átadja a jó hírt, Jenna megtalálja Wendyt, aki elárulja, hogy másnap lesz az esküvőjük.
Richard tájékoztatja Jennát, hogy Lucy lett a Sparkle új főszerkesztője, miután bemutatta nekik Jenna anyagát, köztük Matt fotóit. Jenna szembesíti Lucyt, aki gúnyosan elárulja, hogy Jenna volt az, aki összeesküdött a Sparkle-lal és szabotálta a Poise-t; Lucy csupán ellopta a munkát, amit Jenna kapott volna.
Jenna Matt gyerekkori otthonába siet, ahol hamarosan az esküvőre kerül sor. Kijelenti, hogy ő nem az a rossz ember, akinek látszik, és könyörög Mattnek, hogy adjon egy esélyt a kapcsolatuknak. Matt rájön, hogy Jenna a múltból való, és bár még mindig törődik vele, túl sok idő telt el, de visszaadja Jennának az általa készített babaházat, amelyet az elmúlt 17 évben őrizgetett, és bevallja, hogy mindig is szerette őt. Ahogy Jenna kint ül a babaházzal, belenéz, és egy fiatal Mattet és önmagát látja. Sírni kezd, amikor az esküvő elkezdődik, de miközben sír, a kívánságpor maradványai elkezdenek kavarogni körülötte.
Jenna újra felébred, és 1987-ben, a 13. születésnapján találja magát. Ezúttal, amikor Matt egyedül talál rá a szekrényben, megöleli és megcsókolja, és végre leszólja Lucyt. Ezzel a második eséllyel Jenna másként éli meg a közbeeső 17 évet, és Matt-tel 2004-ben friss házaspárként lépnek fel. Megosztoznak gyermekkoruk kedvenc édességén, a Razzlesen, miközben egy rózsaszín házba költöznek, amely a régi babaházzal azonos kinézettel rendelkezik.

## Szereplők

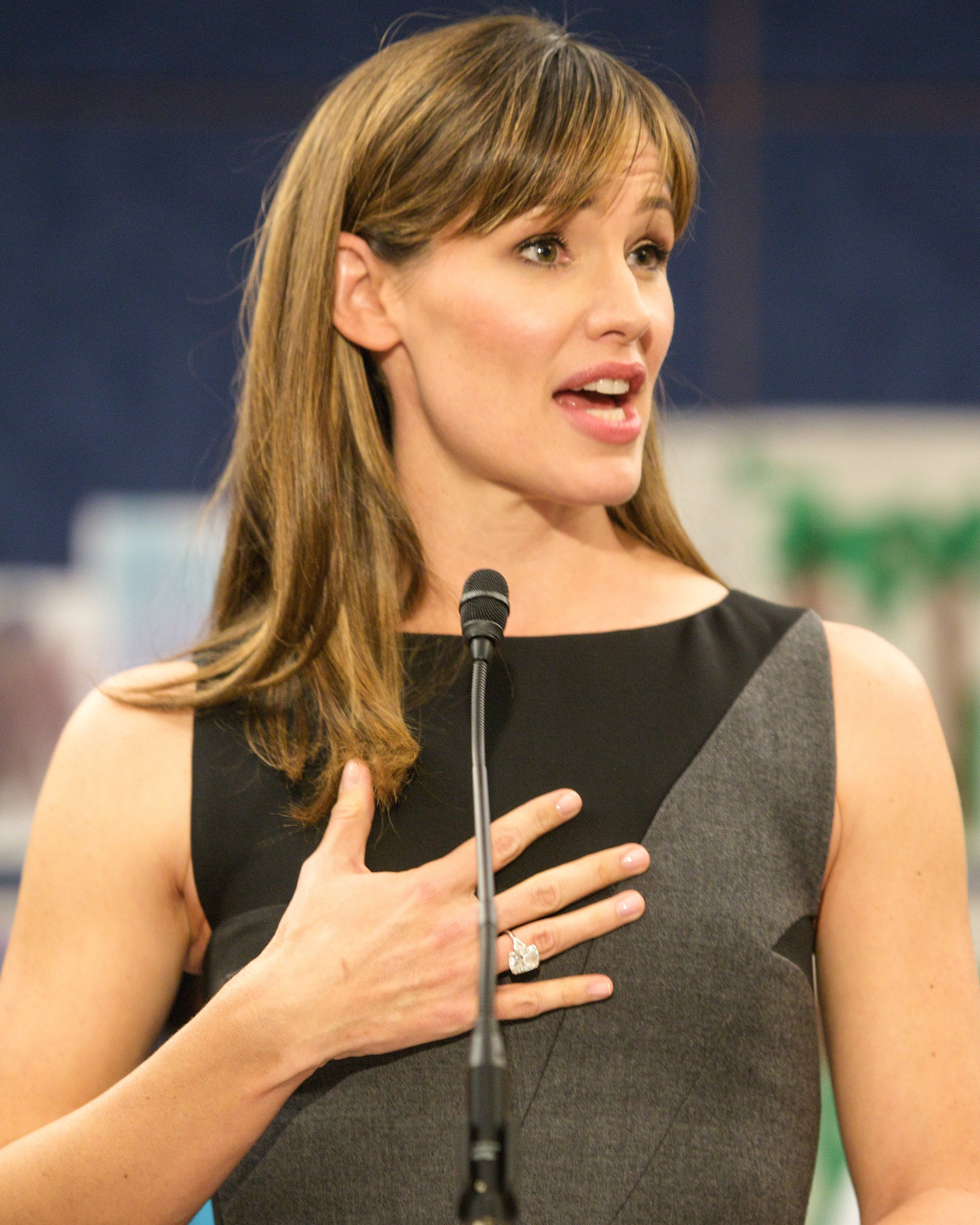
Jennifer Garner (2013-ban), aki a főszereplő Jenna Rinket alakítja

| Szerep           | Színész          | Magyar hang          |
| ---------------- | ---------------- | -------------------- |
| Jenna Rink       | Jennifer Garner  | Kisfalvi Krisztina   |
| Matt Flamhaff    | Mark Ruffalo     | Nagy Ervin           |
| Lucy Wyman       | Judy Greer       | Bauer Eszter         |
| Richard Kneeland | Andy Serkis      | Szabó Sipos Barnabás |
| Bev Rink         | Kathy Baker      | Horváth Zsuzsa       |
| Wayne Rink       | Phil Reeves      | Beratin Gábor        |
| Alex Carlson     | Samuel Ball      | Damu Roland          |
| Arlene           | Marcia DeBonis   | Kocsis Mariann       |
| Fiatal Jenna     | Christa B. Allen | Czető Zsanett        |
| Fiatal Matt      | Sean Marquette   | Czető Roland         |
| Wendy            | Lynn Collins     | Kerekes Andrea       |

## A film készítése
2002 októberében Gary Winick amerikai rendező tárgyalásokat folytatott a Hirtelen 30 rendezéséről. Azt is bejelentették, hogy Susan Arnold és Donna Arkoff Roth az írók vezetőjével, Gina Matthews-szal együtt készítik a projektet. 2003. május 13-án közzétették, hogy a film forgatása Los Angelesben a Revolution Studios-ban zajlik majd.
A film főszerepére Jennifer Garner amerikai színésznőt választották. A filmet Garner az Alias című televíziós sorozatának forgatási szünetében vállalta el. Gwyneth Paltrow, Hilary Swank és Renée Zellweger is szóba került a főszerepre. Judy Greer játszotta Lucy-t, Garner legjobb barátnőjét; Kathy Baker és Phil Reeves pedig Garner édesanyját és édesapját.

## Filmzene

### Dalok
| #   | Cím                                                                 | Hossz |
| --- | ------------------------------------------------------------------- | ----- |
| 1.  | Head over Heels (Charlotte Caffey, Kathy Valentine)                 |       |
| 2.  | Jessie's Girl                                                       |       |
| 3.  | Burning Down the House                                              |       |
| 4.  | Mad About You (Paula Jean Brown, James Whelan, Mitchel Young Evans) |       |
| 5.  | I Wanna Dance With Somebody (Who Loves Me) (Whitney Houston)        |       |
| 6.  | What I Like About You (Lillix)                                      |       |
| 7.  | Ice Ice Baby (Vanilla Ice)                                          |       |
| 8.  | Crazy for You (Madonna)                                             |       |
| 9.  | Vienna (Billy Joel)                                                 |       |
| 10. | Why Can't I? (Liz Phair)                                            |       |
| 11. | Tainted Love (Soft Cell)                                            |       |
| 12. | Love Is a Battlefield (Pat Benatar)                                 |       |
| 13. | Will I Ever Make It Home (Ingram Hill)                              |       |

### Egyéb dalok a filmben
- "Thriller" – Michael Jackson
- "Everybody Have Fun Tonight" – Wang Chung
- "Good Day" – Luce
- "dramatic" - Cat & Calmell

A Michelle Branch "Breathe" és a Goo Goo Dolls "Iris" című dalok szerepeltek a népszerűsítő előzetesekben, de nem szerepeltek a filmben vagy a számlistában.

### Eredeti filmzenék
1. "Prologue" (4:19)
2. "Jenna Dream House" (1:13)
3. "Transformation" (0:31)
4. "Wake Up" (2:03)
5. "Naked Guy" (0:36)
6. "Off to Work" (0:29)
7. "Poise" (0:43)
8. "Paper Throw" (0:28)
9. "Can I Go?" (1:05)
10. "Matt's Apt" (0:46)
11. "Fluffy Pillow" (0:49)
12. "Au Revoir" (0:44)
13. "Good Luck With Fractions" (0:35)
14. "Mean Messages" (0:25)
15. "Eavesdropping" (0:46)
16. "Yearbook Idea" (1:14)
17. "Elevator" (0:25)
18. "Swings" (01:49)
19. "Assemble the Proposal" (0:39)
20. "Hang in There" (0:38)
21. "Angry Lucy" (0:15)
22. "Presentation" (2:30)
23. "Sneaking" (0:59)
24. "Rain Montage" (1:08)
25. "Getting Married Tomorrow" (0:29)
26. "Sparkle Bus Overlay" (0:39)
27. "Dream House Revisited" (1:28)
28. "30 to 13" (0:38)
29. "Crazy for You Overlay" (1:09)

## Fordítás
- Ez a szócikk részben vagy egészben  a(z)   13 Going on 30 című angol Wikipédia-szócikk fordításán alapul.  Az eredeti cikk szerkesztőit annak laptörténete sorolja fel. Ez a jelzés csupán a megfogalmazás eredetét és a szerzői jogokat jelzi, nem szolgál a cikkben szereplő információk forrásmegjelöléseként.